# Moluccasia buruanus
Moluccasia buruanus is een rechtvleugelig insect uit de familie van de doornsprinkhanen (Tetrigidae). De wetenschappelijke naam van deze soort is voor het eerst geldig gepubliceerd in 1939 door Günther.